# Touch Me (I Want Your Body)
«Touch Me (I Want Your Body)» — дебютный сингл британской певицы Саманты Фокс, выпущенный в 1986 году с её первого альбома Touch Me. Сингл стал всемирным хитом, достигнув четвёртой строчки в США (что очень непросто для неамериканского исполнителя), третьей позиции в родной Британии, а также возглавив австралийские чарты. В Канаде сингл держался на первой позиции семь недель, а в Швеции — восемь. При этом в скандинавской стране сингл был смещён с первой позиции следующим релизом Фокс, «Do Ya Do Ya (Wanna Please Me)».

## Текст песни и клип к песне
Песня была записана на Battery Studios в Лондоне. По сюжету Саманта ищет себе партнёра. В клипе певица исполняет композицию перед толпой; затем она выхватывает одного молодого человека из числа стоящих в толпе и начинает дразнить его, прежде чем перейти к следующему «кандидату».
Песня проникнута сексуальными намёками, как в куплете: «Like a tramp in the night, I was begging for you, to treat my body like you wanted to», так и в припеве: «Touch me, touch me, I wanna feel your body, your heartbeat next to mine, touch me, touch me NOW!».

## Кавер-версии
- В августе 2004 года евродэнс-версия была выпущена Гюнтером с новой вокальной партией для Саманты Фокс. Она также снялась в новом клипе.

## Списки композиций
7" сингл:
1. «Touch Me (I Want Your Body)» — 3:44
2. «Never Gonna Fall in Love Again» — 5:06

7" сингл (Канада):
1. «Touch Me (I Want Your Body)» — 3:44
2. «Drop Me A Line» — 3:46

12" сингл:
1. «Touch Me (I Want Your Body)» (extended version) — 5:19
2. «Never Gonna Fall in Love Again» — 5:07

12" maxi — ремиксы:
1. «Touch Me (I Want Your Body)» (blue mix) — 5:49
2. «Touch Me (I Want Your Body)» (alternative version) — 4:09
3. «Tonight’s the Night» — 3:16

12" maxi — США:
1. «Touch Me (I Want Your Body)» (extended version) — 5:19
2. «Touch Me (I Want Your Body)» — 3:44
3. «Touch Me (I Want Your Body)» (blue mix) — 5:49
4. «Touch Me (I Want Your Body)» (alternative version) — 4:09
5. «Drop Me a Line» — 3:47

## Сертификации
| Страна  | Статус     | Дата            | Продажи |
| ------- | ---------- | --------------- | ------- |
| Канада  | Золотой    | 26 февраля 1987 | 50,000  |
| Франция | Серебряный | 1986            | 200,000 |
| UK      | Серебряный | 1 апреля 1986   | 200,000 |

## Чарты
| Чарт (1986/87)                                    | Высшая позиция |
| ------------------------------------------------- | -------------- |
| Austrian Singles Chart                            | 2              |
| Canadian Singles Chart                            | 1              |
| French SNEP Singles Chart                         | 4              |
| German Singles Chart                              | 4              |
| Irish Singles Chart                               | 3              |
| Italian FIMI Singles Chart                        | 3              |
| Norwegian Singles Chart                           | 1              |
| South African Singles Chart                       | 1              |
| Swedish Singles Chart                             | 1              |
| Swiss Singles Chart                               | 1              |
| UK Singles Chart                                  | 3              |
| U.S. Billboard Hot 100                            | 4              |
| U.S. Billboard Hot Dance Club Play                | 41             |
| U.S. Billboard Hot Dance Music/Maxi-Singles Sales | 27             |